# 折被韭
折被韭（学名：Allium chrysocephalum）是葱科葱属的植物，为中国的特有植物。分布在中国大陆的甘肃、青海、四川等地，生长于海拔3,400米至4,800米的地区，常生于草甸和阴湿山坡，目前已由人工引种栽培。